# مقاول حكومي
المقاول الحكومي هو شركة (ملكية خاصة أو تداول عام ولكن ليس مؤسسة مملوكة للدولة )، سواء تهدف للربح أو لا تهدف للربح، والتي تنتج السلع أو الخدمات بموجب عقد للحكومة. تدعم بعض المجتمعات المحلية نشاط التعاقدات الحكومية؛ على سبيل المثال، يتكون جزء كبير من اقتصاد ولاية فرجينيا الشمالية من المقاولين الحكوميين الذين يعملون بشكل مباشر أو غير مباشر من قبل الحكومة الفيدرالية للولايات المتحدة.

## المملكة المتحدة
تحدد المادة 12 (2) و(3) من قانون الأسرار الرسمية لعام 1989 عبارة «المقاول الحكومي» لأغراض هذا القانون.